# Camembert (pho mát)
Camembert là một loại pho mát mềm của Pháp được làm ra lần đầu tại vùng Normandy ở Tây Bắc nước Pháp. Đây là một loại pho mát làm từ sữa bò tươi để lên men. Thời gian ủ thường là 3 tuần hoặc 4 tuần. Nguyên liệu là sữa bò chưa được diệt khuẩn theo phương pháp Pasteur và nguyên liệu này được làm chín bằng các loại mốc Penicillium candida và Penicillium camemberti trong ít nhất 3 tuần. Chính vì nguyên liệu là sữa bò chưa được xử lý diệt khuẩn, loại phô mai này gặp phải trở ngại từ các quy định về vệ sinh an toàn thực phẩm trong việc nhập khẩu và kinh doanh ở một số nước.

## Lịch sử
Tương truyền, bà Marie Harel - một người nông dân đến từ vùng Normandy là người tìm ra cách chế biến loại pho mát này vào năm 1791 theo chỉ dẫn của một linh mục đến từ Alençon, Pháp.
Tuy nhiên, loại phô mai này chỉ thực sự trở nên nổi tiếng vào thế kỷ 19, khi nó có gắn liền với sự khởi đầu của quá trình công nghiệp hóa sản xuất phô mai. Vào năm 1890, kỹ sư M. Ridel đã phát minh ra hộp gỗ, giúp bảo quản và vận chuyển phô mai trong thời gian dài hơn, đặc biệt là đến Mỹ, nơi nó trở nên rất phổ biến. Những hộp gỗ này vẫn được sử dụng cho đến ngày nay.

## Quy trình sản xuất
Phô mai Camembert đầu tiên được làm từ sữa chưa tiệt trùng, và theo quy định AOC, loại “Camembert de Normandie” (chiếm khoảng 10% tổng sản lượng) bắt buộc phải được sản xuất từ sữa chưa tiệt trùng. Tuy nhiên, ngày nay nhiều nhà sản xuất phô mai bên ngoài vùng Normandy, Pháp, sử dụng sữa tiệt trùng để đảm bảo an toàn thực phẩm, tuân thủ quy định hoặc thuận tiện trong việc xuất khẩu.
Quá trình làm Camembert bắt đầu bằng việc cấy vi khuẩn mesophilic vào sữa bò ấm, sau đó thêm rennet - hỗn hợp enzyme để hỗ trợ quá trình đông tụ. Khi sữa đã đông, nó được cắt thành khối nhỏ khoảng 1 cm, ướp muối, rồi cho vào khuôn hình trụ thấp. Những khuôn này sẽ được lật mỗi 6–12 giờ để giúp thoát hết phần váng sữa, và sau 48 giờ, phô mai sẽ trở thành một khối rắn, phẳng, hình trụ, nặng khoảng 250g. Ở giai đoạn này, phô mai vẫn còn cứng, dễ vỡ và có vị nhạt. Tiếp theo, bề mặt phô mai được phun dung dịch chứa nấm Penicillium camemberti, rồi được ủ ít nhất 3 tuần để phát triển lớp vỏ mốc trắng đặc trưng, đồng thời giúp phần ruột bên trong trở nên mềm mịn, béo ngậy. Khi đạt độ chín phù hợp, phô mai sẽ được bọc trong giấy và có thể đóng vào hộp gỗ để vận chuyển.